# Rivetina varsobica
Rivetina varsobica är en bönsyrseart som beskrevs av Aare Lindt 1968. Rivetina varsobica ingår i släktet Rivetina och familjen Mantidae. Inga underarter finns listade i Catalogue of Life.